# Бжуханя
Бжуханя (пол. Brzuchania) — село в Польщі, у гміні Мехув Меховського повіту Малопольського воєводства.
Населення — 292 особи (2011).
У 1975-1998 роках село належало до Келецького воєводства.

## Демографія
Демографічна структура станом на 31 березня 2011 року:
|          | Загалом | Допрацездатний вік | Працездатний вік | Постпрацездатний вік |
| -------- | ------- | ------------------ | ---------------- | -------------------- |
| Чоловіки | 138     | 27                 | 93               | 18                   |
| Жінки    | 154     | 37                 | 81               | 36                   |
| Разом    | 292     | 64                 | 174              | 54                   |